# 雅克·德·莫莱
雅克·德·莫莱（法語：Jacques de Molay，約1243年—1314年3月18日）圣殿骑士团第二十三任、亦为最后一任大团长。于公元1292年4月20日开始担任大团长一职直至1312年教宗克雷芒五世宣布解散骑士团。因其身为最后一任圣殿骑士团大团长，在历史上与圣殿骑士团的创始人雨果·德·帕英齐名。1307年法王腓力四世在法国逮捕雅克·德·莫莱及众多其他圣殿骑士团成员。雅克·德·莫莱在狱中不堪酷刑拷打而认罪，后又翻供。1314年3月在巴黎塞纳河上的小岛被腓力四世处以火刑。

## 少年
德·莫莱是基督教世界最有名的圣殿骑士，关于他年轻时的历史记录非常的少，他出生于1240-1250年之间，1265年加入了圣殿骑士团，随后20多年的历史几乎是空白。

## 圣殿骑士团团长
1291年，十字军在耶路撒冷最重要的要塞阿卡被馬木留克蘇丹國攻破，十字军被迫后撤至塞浦路斯，这时候的耶路撒冷王国已日渐衰落，塞浦路斯是十字军对抗整个回教世界的最后要塞。德·莫莱在1291年取代前任圣殿骑士团团长蒂博·戈丹，并准备重新组织新的十字军，讨回圣地。德·莫莱设法取得欧洲众多领袖的支持，包括教宗博義八世、英格蘭國王爱德华一世、阿拉貢國王海梅一世以及那不勒斯國王查尔斯二世，但歐洲各國只给塞浦路斯送来一些补给品，对于重建十字军没有确切的承诺。
这时十字军已大不如前，教宗建议将十字军融合到罗德骑士团，但双方的团长均不同意此建议。
1299年至1303年，德·莫莱准备对马穆鲁克人进行反击，他联合塞普魯士国王和贵族，以及当时伊兒汗國的蒙古人同时进攻。
多个世纪里，蒙古人一直和欧洲有交流，想建立法国和蒙古国的同盟，共同应对回教世界的马穆鲁克人，但没有成功过。蒙古人同时也想自己单独拿下叙利亚，但每次不是被奪回，就是因为内战而被迫撤回，这次看起来似乎将形成合作。
1300年，德·莫莱率领十字军先行打开局面，在阿瓦德取得一块土地并等待蒙古人的援军，但蒙古人在1300年没有出现，最终十字军在阿瓦德被击溃，最后一个据点被马穆鲁克人清除。
这次失败之后，来自欧洲的压力越来越大，1305年，新教宗克莱蒙五世开始正式对骑士团的融合，下令德·莫莱前往法国，与教宗以及其他骑士团的领袖见面。

### 前往法国
当时的法国国王腓力四世正忙着和英国开战，前几次的十字军东征让他欠下十字军巨额债务。腓力四世想将各个骑士团融合，归到自己的名下，一来可以大大增强自己的实力，二来之前的债务可以一笔勾销，他甚至想将自己的权力凌驾于教宗之上，前任教宗博義八世对此十分不满，他试图将腓力四世處以破門律（絕罰），但腓力四世却将其控制住并以异端的罪名审判，虽然博義八世最后获救，但很快就死于惊恐。继任的教宗本笃十一世在位也沒長久，在一年之内就去世，很有可能是被腓力四世毒死。
新教宗克莱蒙五世不得不在一定程度上屈服于腓力四世，他甚至将整个天主教会从意大利移至法国亞維儂，是為亞維儂教廷，腓力四世不断提升他对教会以及十字军的控制。

## 抓捕和审判
很显然，德·莫莱不同意将十字军融合，很快腓力四世就将其以及90位十字军的随从抓获，德·莫莱被施以酷刑，在1307年10月20日，德·莫莱被迫认罪，罪行是“否定耶稣基督，践踏十字架”。他随后被迫写信给每一位十字军成员，让他们承认这些罪行，随后腓力四世以及教宗克莱蒙五世下令在整个基督教世界搜捕十字军。
教宗克莱蒙五世仍想私下与德·莫莱取得沟通，在1307年12月，克莱蒙五世派出2位樞機与德·莫莱会面。在樞機面前，德·莫莱撤回所有之前承认的罪行。此时腓力四世与教宗对于权力的争斗已经到达顶峰，随后双方均有妥协，最终由腓力四世来决定整个十字军命运，而克莱蒙五世则决定圣殿骑士团领袖的命运。最终腓力四世以之前德·莫莱已经承认罪行作为借口，要求教会判处火刑。

## 死亡
1314年3月19日的夜晚，圣殿骑士团大团长雅克·德·莫莱、诺曼底地区团长杰佛瑞·德·查尼、法国的“访问者”雨果·德·派朗德以及阿基坦地区团长戈弗雷·德·戈纳维尔被火刑处决。
德·莫莱拒绝了樞機主教提議的特赦，被铐在绞刑架上用火慢慢烧死，他在死前非常的平静。在被烧成灰烬之后，他的信徒收好他的骨灰，作为圣物。

## 传奇
圣殿骑士团团长的突然被捕，前后不一致的认罪，以及让人难以置信的火刑，都使得德·莫莱这位最后的圣殿骑士团团长成为传奇。

### 诅咒
据说，德·莫莱临死前在火堆前大喊，给腓力四世和克莱蒙五世施下诅咒。当时现场的随从说，“德·莫莱警告腓力四世，在一年内的某一天，教宗和腓力四世必须在上帝面前承认他们的罪行。”事实也正如此，在德·莫莱死后不到一年的时间里，克莱蒙五世以及腓力四世都相继去世。

### 奇农羊皮纸
2001年，梵蒂冈的秘密资料的一份拷贝中清晰的发现，教宗克莱蒙五世在1308年豁免了德·莫莱的罪行，还包括其他所有被审判的领袖。但这份豁免，德·莫莱没有见到，他不知道，从基督教的本质以及内心深处，教宗克莱蒙五世早已经豁免了他们，但即使这样，克莱蒙五世也不敢在生前公布。